# Muñeca parian

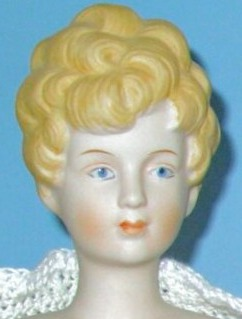
Reproducción de una muñeca parian (hacia 1940-1950)

Las muñecas parian (a veces llamadas erróneamente «muñecas dresdenianas») fueron un tipo de muñecas fabricadas principalmente en Alemania desde 1860 hasta 1880.
La compañía líder en la manufactura de este tipo de muñecas fue Alt, Beck & Gottschalck, destacando otras empresas como Conta & Boehme, Dornheim Koch & Fischer, Kister, Hertel Schwab & Co., C. F. Kling & Co., Simon & Halbig, Bahr & Proschild y Hertwig.

## Descripción
Una muñeca parian, al igual que una muñeca china, posee un cuerpo de tela y una cabeza de porcelana blanca. No obstante, a diferencia de las china, las cabezas de las parian no se sumergen en esmalte antes del proceso de cocción, por lo que tienen un acabado mate similar al de las muñecas de biscuit. El término «parian» hace referencia a la fina apariencia del mármol blanco pario (parian en inglés) de Paros, Grecia, siendo la UFDC (United Federation of Doll Clubs) la que aceptó esta definición para este tipo de muñecas: «Muñeca parian: muñeca hecha de fino biscuit blanco (porcelana sin esmaltar) sin pintar. Las facciones, pelo y mejillas pueden estar pintadas». Pese a ello, muchos coleccionistas rechazan actualmente dicha denominación en favor de «biscuit sin pintar» frente a «biscuit pintado».
Las muñecas parian tienen por lo general el cabello rubio, siendo las de pelo castaño y las morenas poco comunes, luciendo casi todas ellas elaborados peinados. Del mismo modo, las parian suelen estar decoradas con llamativas plumas, flores, bufandas, lazos, peines, joyas y gorgueras simples, dobles y, en ocasiones, triples, colocadas en la parte superior del canesú. Por su parte, los ojos están pintados o son de cristal, siendo estas últimas las más buscadas por los coleccionistas.